# Bryum barnesii
Bryum barnesii ist ein variables, diözisches Moos, das nur selten Sporogone ausbildet. Es wird im Deutschen auch „Zweifarbiges Birnmoos“  genannt, diese Bezeichnung teilt es allerdings mit Bryum bicolor.

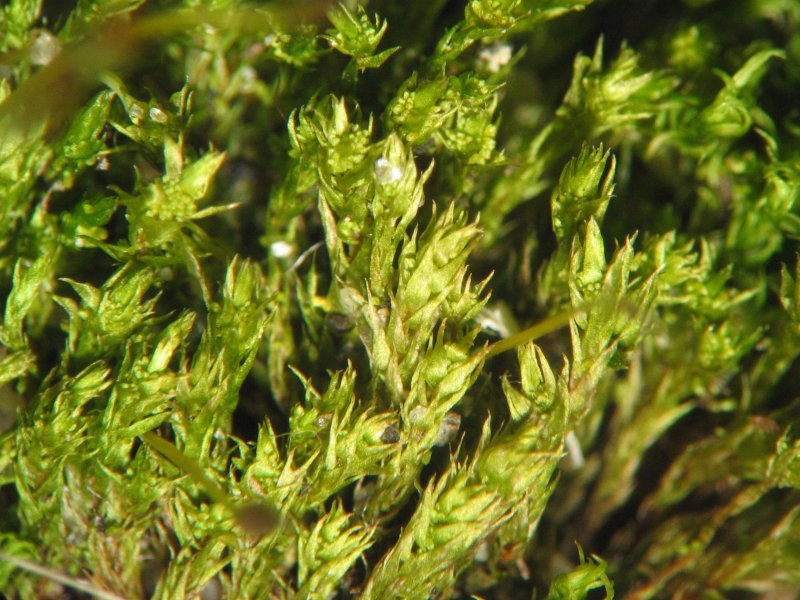
Bryum barnesii im trockenen Zustand

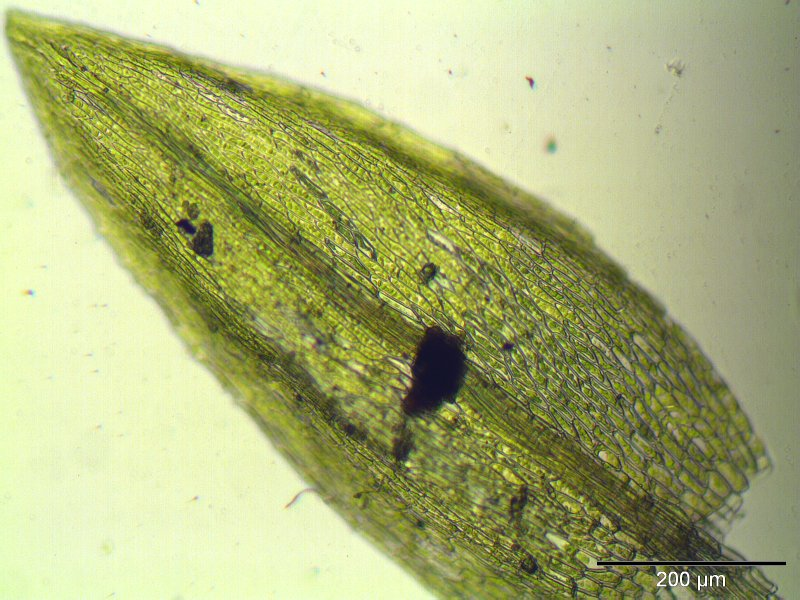
Blatt unter dem Mikroskop bei 125-facher Vergrößerung

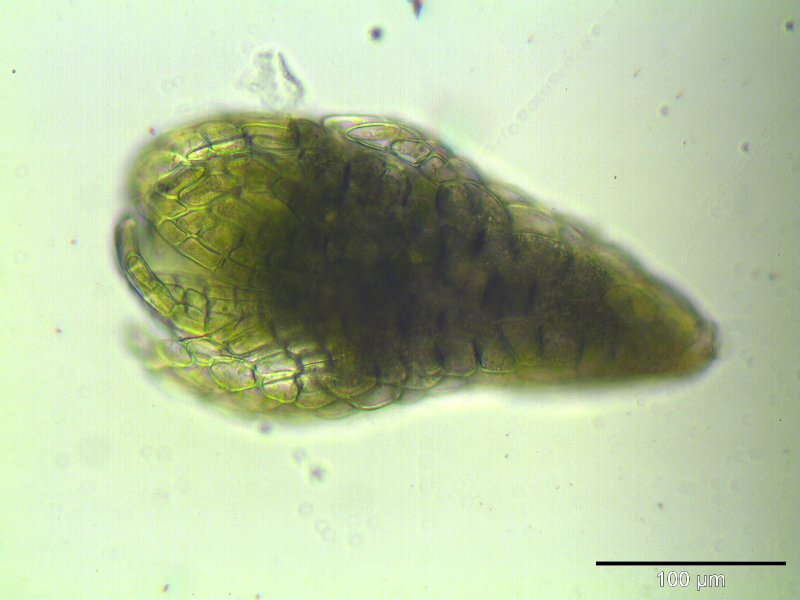
Brutkörper von Bryum barnesii bei 250-facher Vergrößerung

## Vorkommen
Es ist ein konkurrenzschwaches Pioniermoos, das neue Standorte schnell besiedeln kann. Es kommt auf offener, basenreicher, oft kalkhaltiger, humusarmer, lehmig-toniger, sandig-lehmiger, oder kiesiger Erde an lichtreichen, frischen bis feuchten Standorten vor. Es besiedelt bevorzugt Kies- und Lehmgruben, Steinbrüche, ruderale Weg- und Straßenränder, ist auf Erdaufschüttungen, in Pflasterfugen, Lücken von Wiesen, Weiden und Brachäckern, in Gartenbeeten und besonders an überfluteten Flussufern und in Stromtälern zu finden. Es wächst oft zusammen mit Bryum argenteum, Bryum bicolor, Bryum rubens, Barbula unguiculata, Barbula convoluta, Dicranella varia, Didymodon fallax und Phascum cuspidatum.  Wahrscheinlich ist es in ganz Europa zerstreut verbreitet. Seine Verbreitung ist jedoch nur ungenügend bekannt, da es erst in neuerer Zeit von Bryum bicolor s. str. als eigene Art abgetrennt worden ist.

## Erkennungsmerkmale
Bryum barnesii bildet gelblichgrün bis olivgrün gefärbte, bis 1,5 cm hohe Pflänzchen aus, die in kleinen, lockeren Rasen oder Herden wachsen. Seine Rhizoide sind rotbräunlich gefärbt. Die hohlen Blätter sind trocken anliegend, feucht dagegen aufrecht abstehend. Sie sind eiförmig lanzettlich, meist stumpf und kurz zugespitzt, seltener lang zugespitzt. Die Blattränder sind meist wenig verbogen. Die Blattrippe ist kräftig entwickelt, endet in der Blattspitze und tritt nur selten kurz aus. Die Laminazellen sind in der Blattmitte 10 bis 15 µm breit und 40 bis 80 µm lang. An den Blatträndern sind sie deutlich schmaler und bilden einen schwachen Saum aus 2 bis 3 Zellreichen. An der Spitze der Stämmchen bildet es zahlreiche, verkehrt eiförmige Brutkörper aus, die stets zu mehreren (bis 15) in den Blattachseln stehen. Diese sind zwischen 200 µm und 500 µm lang und setzen die Blattprimordien nur im oberen Drittel an. Die Seta ist bis 1,5 cm lang und weist eine bräunlich gefärbte, hängende Kapsel auf, die eiförmig ist und plötzlich in die Seta verläuft.
Es besteht Verwechslungsgefahr mit Bryum bicolor. Doch durch die reichlich vorhandenen Brutkörper ist sie gut zu unterscheiden.